# Sanction pénale en France
La sanction pénale en France est la réponse de l'État contre l'auteur d'un comportement incriminé.
La sanction pénale ne se distingue des autres sanctions, notamment civiles ou disciplinaires, que par le fait qu'elles sont prévues dans le code pénal et prononcées par une juridiction pénale. La sanction pénale la plus élevée est la réclusion criminelle à perpétuité.
Il y a lieu de distinguer la sanction pénale encourue selon la norme pénale de la sanction pénale prononcée effectivement par le juge.

## Distinction préalable
Les peines peuvent être classées entre peines principales, accessoires et complémentaires. De manière générale, les peines sont pour se racheter (punir), alors qu'une mesure de sûreté est censée protéger la société ainsi que soigner le condamné.

### Peine principale
La peine principale, ou « peine de référence », est le reflet de l'interprétation stricte de la loi. Elle permet de qualifier l'infraction pénale et de la classer entre contravention, délit et crime. Les peines principales encourues par les personnes physiques permettent de déterminer la nature criminelle, correctionnelle ou contraventionnelle de l'infraction. Depuis l'entrée en vigueur du nouveau Code pénal, les peines principales pour les personnes physiques sont la réclusion criminelle (ou la détention criminelle pour les crimes politiques) en matière criminelle, l'emprisonnement et l'amende en matière correctionnelle, l'amende en matière contraventionnelle.

### Peine complémentaire
La peine complémentaire ne révèle un caractère pénal qu'associée à une peine principale pénale.
Ainsi, l'interdiction d'exercer une activité économique est une peine complémentaire pénale de la faillite personnelle, mais peut également être prononcée par le Tribunal de Commerce et perdre le caractère pénal. Cela peut également être une perte de certains droits civiques, comme le droit de vote ou d'être élu. Cependant, depuis 1854, la mort civile a été abolie.

### Peine accessoire
La peine accessoire est une peine automatiquement et implicitement applicable en conséquence de la peine principale. Ces peines ont été exclues dans le nouveau Code pénal français, mais restent présentes pour les sanctions pénales contenues dans les autres codes.

## Des peines encourues aux peines prononcées
Dans l’ordre juridique français, le principe d’individualisation des peines (dans le cas des délits et des crimes) est reconnu par le Conseil constitutionnel comme découlant de l’article 8 de la déclaration des droits de l’homme et du citoyen de 1789 depuis une décision du 22 juillet 2005. Il a, à ce titre, valeur constitutionnelle. Ainsi, l’article 132-24 du Code pénal prévoit que « les peines peuvent être personnalisées selon les modalités prévues à la présente section ». Il peut toutefois exister un mécanisme de peine plancher, c'est-à-dire une peine incompressible imposée par la loi.
Ayant établi la réalité d’une infraction et son imputabilité à une personne punissable, le juge pénal devra choisir une sanction bien qu'il puisse, dans des cas exceptionnels, la dispenser de peine. L’application du principe d’individualisation des peines étant de la responsabilité du juge, les textes prévoient un grand nombre de critères d’appréciation pour autoriser l’individualisation des peines : âge et personnalité de l’auteur, typologie de la victime, état de récidive, situation socioéconomique, parcours de vie, motivation du geste, compréhension des conséquences de l’acte, regrets éventuels, risque de réitération, gravité particulière découlant du contexte, etc.
Le principe de légalité des peines lui impose de limiter son choix à la palette offerte par la loi, laquelle classe les sanctions en différentes catégories : peines principales, peines complémentaires, peines accessoires…
Le principe de légalité limite le juge quant au quantum de la peine prononcée : la loi fixe un maximum qui s’impose au juge, en tenant compte le cas échéant de l’existence d’une cause d’aggravation.
Des difficultés pourront apparaître en présence d’une pluralité d’infractions.
Après condamnation, l’exécution de la peine pourra être perturbée par l’intervention de la prescription, d’une grâce ou d’une amnistie.

### Dispense de peine

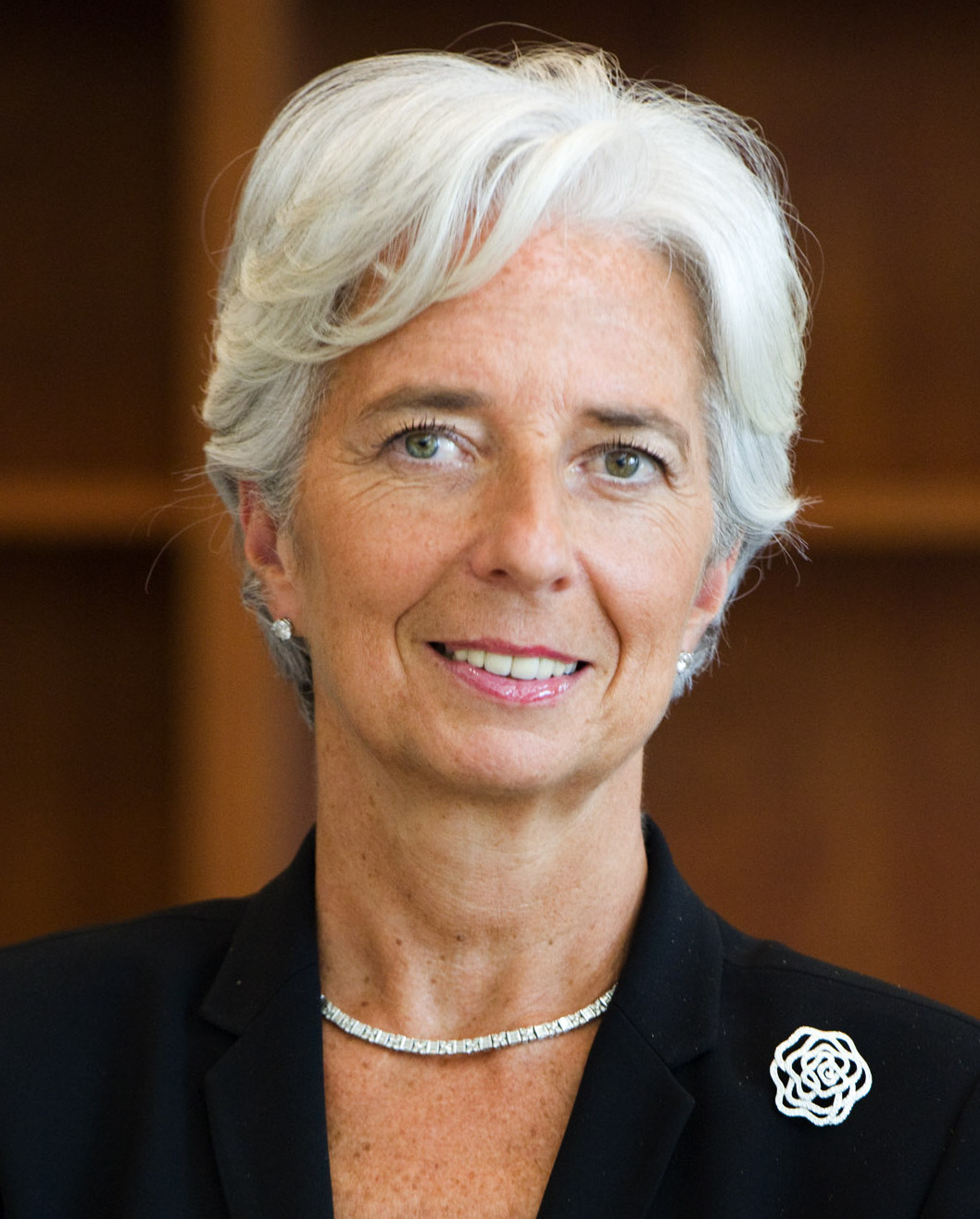
Christine Lagarde

La dispense de peine est une possibilité dont dispose un tribunal correctionnel de ne pas infliger de peine à un prévenu tout en le déclarant coupable des faits qui lui sont reprochés. Une telle dispense peut être prononcée, dans la mesure où le reclassement du coupable est acquis, que le trouble a cessé et que le dommage de la victime est réparé.
Un exemple : en 2016, la Cour de justice de la République déclare Christine Lagarde (ancienne ministre de l'Économie et directrice générale du Fonds monétaire international) coupable d'avoir permis un détournement de fonds publics de 403 millions d'euros dans l'affaire Tapie mais la dispense de peine « compte tenu du contexte de crise financière mondiale dans lequel Mme Lagarde a exercé ses fonctions de ministre. Sa personnalité et sa réputation nationale et internationale doivent être également prises en compte en sa faveur ».

## Peines applicables aux personnes physiques
Les peines applicables aux personnes physiques figurent aux articles 131-1 et suivants du Code pénal.
La peine applicable à une personne physique dépend de la qualification de l’infraction qu'elle a commise, en crime, délit ou contravention.

### Crimes
Les crimes, c’est-à-dire les infractions punies d’une peine de prison supérieure à dix ans, peuvent être punis, aux termes de l’article 131-1 du Code pénal, d’une peine principale de réclusion criminelle (jusqu'à perpétuité) qui peut être associée par le texte d’incrimination à une amende. Dans ce cas, la Cour d’assises a la liberté du choix de la peine principale applicable.
La Cour d’assises pourra également utiliser les peines complémentaires prévues par le texte d’incrimination : privation de droits, confiscation, injonction de soins… Ces peines complémentaires ne peuvent être prononcées à titre de peine principale.

### Délits
Les délits, c’est-à-dire les infractions punies d’un emprisonnement d’un maximum de dix ans ou d’une amende d’au moins 3 750 €, peuvent être punis d’une des peines principales prévues par l’article 131-3 du Code pénal : emprisonnement, se cumulant éventuellement avec une amende, ou, si l’emprisonnement est encouru mais non prononcé, détention à domicile avec surveillance électronique, peine de jour-amende, peine de stage, travail d'intérêt général, sanction-réparation, peine alternative de l’article 131-6 ou peine complémentaire de l’article 131-10 prononcée à titre principal.
Les pouvoirs d’individualisation du juge sont donc extrêmement étendus en ce qui concerne le choix de la peine.
S’il apparaît au juge que le reclassement est en voie d’être acquis, que le trouble va cesser et que le dommage va être réparé, il peut ajourner le prononcé de la peine, pour un délai maximum d’un an, en assortissant éventuellement cet ajournement d’une injonction ou d’une mise à l’épreuve.
La peine, si elle est prononcée, peut être accompagnée d’un sursis simple à son exécution, à condition que l’intéressé n’ait pas un passé pénal trop lourd (articles 132-30 et suivants) et que la peine d’emprisonnement éventuellement prononcée ne dépasse pas 5 ans. Le sursis peut être partiel s’il concerne une peine d’emprisonnement. La durée du sursis est de 5 ans. Si l’intéressé ne commet aucune infraction pendant ce délai, sa condamnation est réputée non avenue.
Le juge a également la possibilité de prononcer un sursis probatoire, total ou partiel, lorsqu’il prononce une peine de prison de moins de 5 ans, quels que soient les antécédents judiciaires de l’intéressé. Le délai d’épreuve est compris entre 18 mois et 3 ans. Le sursis peut être révoqué par le juge de l’application des peines en cas de non-respect de la mise à l’épreuve, ou par le juge à l’occasion d’une condamnation à une peine d’emprisonnement pour une infraction commise après le prononcé du sursis. Si le sursis n’est pas révoqué, la condamnation est réputée non avenue. Le juge peut prononcer, avec l’accord du condamné, un TIG à titre de mesure de mise à l’épreuve dans le cadre d’un sursis.
Le sursis ne peut être prononcé pour toutes les peines principales, même dans le cas où il s’agit d’une peine prévue comme peine complémentaire et ne pouvant, à ce titre, bénéficier du sursis : sur la suspension du permis de conduire, Crim. 18 février 2004.
Les pouvoirs d’individualisation du juge trouvent leurs limites dans les peines complémentaires obligatoires et dans les peines accessoires. Ce sont des peines qui suivent automatiquement une condamnation, les premières étant obligatoirement prononcées par le juge, les secondes n’ayant pas à être prononcées.
Les peines accessoires sont aujourd’hui prohibées par l’article 132-17 du Code pénal : « Aucune peine ne peut être appliquée si la juridiction ne l’a expressément prononcée ».
Elles ne peuvent ainsi plus exister que dans des textes pénaux non intégrés au Code pénal, ou être constitutives de mesures administratives selon la qualification interne (permis à point). Les peines accessoires ne s’appliquent pas lorsque le juge, bien qu’ayant reconnu la culpabilité de l’intéressé, l’a dispensé de peine : Crim. 4 février 2004.

#### Détention à domicile
La détention à domicile, qui n'était précédemment qu'une modalité d'effectuer une peine d'emprisonnement, est considérée, avec la loi du 23 mars 2019, comme une peine distincte prévue à l'article 131-4-1. Elle peut être prononcée pour une période de 15 jours à six mois.

#### Jour-amende
La peine de jours-amende a été introduite en droit français par une loi du 10 juin 1983.
La peine de jours-amende est une sanction pécuniaire dont le montant est déterminé par jour pendant un certain temps. Son maximum est 1 000 euros par jour à partir du 1er janvier 2005 (300 euros auparavant), pendant 360 jours. Il s’agit d’une alternative à l’emprisonnement, et son montant pourra dépasser le maximum prévu pour l’amende.

#### Travail d'intérêt général
Le travail d’intérêt général, comme la peine de stage, ne peut être prononcé sans l’accord de l’intéressé. Le TIG, prévu par l'article 131-8 du Code Pénal, est d’une durée minimum de 20 heures (loi de novembre 2009). Son maximum a été successivement fixé à 210 heures, puis à 280 heures à partir du 1er octobre 2014 en vertu de la loi Taubira du 15 août 2014. Il est désormais de 400 heures, comme le prévoit la loi du 23 mars 2019.

#### Peines alternatives
Les peines alternatives à l’emprisonnement de l’article 131-6 du Code pénal sont des peines de confiscation ou des mesures privatives ou restrictives de droits. Elles peuvent se cumuler entre elles.

#### Peines complémentaires
Les peines complémentaires visées à l’article 131-10 sont les confiscations, privations de droits et injonctions de soins que le texte d’incrimination peut viser expressément. Elles peuvent être prononcées comme peine principale, à la place de l’emprisonnement ou de l’amende, ou en peine complémentaire, se cumulant à eux.

### Contraventions
Les contraventions sont principalement sanctionnées d'amendes distribuées en cinq classes correspondant aux maxima suivants :
| Classe     | Taux depuis le 1er avril 2005 |
| ---------- | ----------------------------- |
| 1re classe | 38 €                          |
| 2e classe  | 150 €                         |
| 3e classe  | 450 €                         |
| 4e classe  | 750 €                         |
| 5e classe  | 1 500 €                       |

La sanction-réparation et certaines peines complémentaires peuvent s'appliquer à des contraventions.

## Peines applicables aux personnes morales
(Articles 131-37 et suivants du Code pénal)
Une personne morale reconnue coupable d'une infraction encourt, à défaut de pouvoir physiquement exécuter les peines principales encourues, comme seule peine principale, des amendes. Le taux de l'amende est alors du quintuple de celui prévu pour les personnes physiques ; si, pour un crime, aucune amende n'est prévue pour les personnes physiques, celle des personnes morales est d'1 000 000 euros.
Les personnes morales encourent également des peines complémentaires semblables à celles pouvant frapper les personnes physiques. En cas de crime ou de délit, la personne morale de droit privé encourt également la dissolution.

## Pluralité d'infractions
Lorsqu'un infracteur commet plusieurs infractions, il peut se trouver dans trois situations juridiques distinctes : la réitération, la récidive ou le concours d'infractions.

### Réitération
La réitération d'infractions est la situation dans laquelle une personne, définitivement condamnée pour une infraction, en commet une autre, sans se trouver en état de récidive.
La notion n'était qu'une notion empirique jusqu'à la loi du 12 décembre 2005, et aucune conséquence juridique codifiée n'en découlait. La peine encourue restait celle prévue par la loi, à ceci près que le juge, utilisant ses pouvoirs d’individualisation de la peine, pouvait condamner plus sévèrement que s'agissant d'un primo-délinquant.
Avec la loi du 12 décembre 2005, le législateur a consacré la notion, dans l'article 132-16-7 du Code pénal : « Il y a réitération d'infractions pénales lorsqu'une personne a déjà été condamnée définitivement pour un crime ou un délit et commet une nouvelle infraction qui ne répond pas aux conditions de la récidive légale. Les peines prononcées pour l'infraction commise en réitération se cumulent sans limitation de quantum et sans possibilité de confusion avec les peines définitivement prononcées lors de la condamnation précédente. ». Si cet article ne fait que rappeler les règles de principe du prononcé de la peine, il souligne néanmoins les orientations de la politique pénale actuelle.
L'article 132-24 du Code pénal, dans son dernier alinéa issu de la rédaction de la loi du 5 mars 2007, attache des effets juridiques à la notion de réitération : « En matière correctionnelle, lorsque l'infraction est commise en état de récidive légale ou de réitération, la juridiction motive spécialement le choix de la nature, du quantum et du régime de la peine qu'elle prononce au regard des peines encourues ».

### Récidive
La récidive est prévue aux articles 132-8 et suivants du Code pénal. Elle est constituée de deux termes : une première infraction ayant donné lieu à condamnation définitive, et une seconde infraction commise dans un certain délai suivant l’expiration ou la prescription de cette première condamnation.
Les règles diffèrent selon la gravité des infractions.
Lorsque le premier terme est un délit, si le second terme est le même délit ou un délit qui lui est assimilé qui intervient dans un délai de 5 ans, le maximum des peines d’emprisonnement et d’amende encourues pour le second terme est doublé. Les délits assimilés au regard de la récidive sont, d’une part les principales infractions contre les biens (vol, extorsion, chantage, escroquerie et abus de confiance), et d’autre part les délits sexuels et certains délits automobiles (dont notamment les infractions involontaires commises à l’occasion de la conduite d’un véhicule).
Lorsque le premier terme est un crime ou un délit puni de dix ans d’emprisonnement et que le second terme est un délit puni de la même peine, qui intervient dans un délai de 10 ans, ou un délit puni de plus d’un an, intervenant dans un délai de 5 ans, la peine encourue pour le second terme est doublée dans les mêmes conditions que précédemment.
Lorsque le premier terme est un crime ou un délit puni de dix ans d’emprisonnement et que le second terme est un crime, sans condition de délai, l’emprisonnement maximum encouru pour le second terme passe, suivant les cas, à 30 ans ou perpétuité selon que ce crime était normalement puni, respectivement, de 15 ans de prison, ou de 20 ou 30 ans

### Concours d'infractions
Les concours d'infractions sont prévus par les articles 132-2 et suivants du Code pénal.
La notion de concours d'infractions recouvre les cas dans lesquels un infracteur commet plusieurs infractions avant d'avoir été définitivement condamné pour l'une d'elles.
Il est possible de distinguer dans cette notion de concours d'infractions :
- le « concours idéal » qui est un fait unique, indivisible, susceptible de recevoir plusieurs qualifications pénales ;
- le « concours réel » est constitué par plusieurs faits différents constituant des infractions distinctes.

La règle générale est celle du non-cumul des peines de même nature.
Ainsi, si plusieurs peines privatives de libertés sont encourues, le juge ne pourra prononcer qu’une peine privative de liberté, dans la limite du maximum le plus élevé prévu pour l’une des infractions en concours.
Si les infractions en concours sont l’objet de poursuites séparées, une confusion s’opérera de plein droit entre les peines de même nature, à hauteur du maximum le plus élevé encouru pour l’une des infractions. Le condamné peut également saisir le juge d’une demande de confusion, facultative, dans l’espoir de n’exécuter qu’une peine inférieure au maximum légal le plus élevé.
En cas de procédures séparées, il conviendra également de veiller au respect de la règle non bis in idem, qui interdit de sanctionner plusieurs fois un même fait. Les faits déjà jugés ne peuvent en aucun cas être sanctionnés de nouveau sous une autre qualification, seuls ou adjoints à d’autres faits nouveaux, sauf lorsque la loi le prévoit comme dans la mise en œuvre de la récidive ou pour établir l’existence d’une infraction d’habitude.
La règle du non-cumul des peines ne s’applique que pour les peines de même nature. Les peines de natures différentes (pécuniaire, privative de droit, etc.) peuvent se cumuler entre elles, toujours dans la limite du maximum le plus haut prévu par une infraction pour chacune des catégories.
Dans un concours idéal se pose un problème particulier, celui de la qualification des faits. La règle de principe est la plus haute qualification. Par exemple, un vol commis avec effraction est constitutif à la fois de vol simple, de violation de domicile et de vol aggravé. Seule la qualification de vol aggravé et la peine afférente peuvent en principe être retenus par le juge. Un fait unique ne donne en principe lieu qu’à une peine : par exemple, une négligence provoquant les blessures de plusieurs personnes ne peut donner lieu à plusieurs condamnations en fonction de la gravité des blessures de chacun (Crim. 11 mai 2004).
La Cour de cassation admet cependant un cumul de qualification lorsque les qualifications ne sont pas incompatibles et que les valeurs sociales protégées ne sont pas les mêmes, par exemple si elles ne figurent pas dans le même livre du Code pénal, et a fortiori si elles ne figurent pas dans le même code.
Jurisprudence récente : le blanchiment du produit d’une infraction peut être commis par l’auteur principal de cette infraction (Crim. 14 janvier 2004).

## Sanction mixte
Le nouveau code pénal de 1994 ne consacre pas de distinction entre les peines et les mesures de sûretés, les premières sont de plus en plus adoucies alors que les secondes sont de plus en plus coercitives. Il y a donc une création des sanctions mixtes surtout pour les délits à caractère sexuel où l'on veut punir et soigner à la fois.

### Placement sous surveillance électronique fixe (bracelet)
Ce type de procédure est mis en place soit quand la peine ne dépasse pas un an ou lorsque le condamné a effectué sa peine et qu'il ne lui reste plus qu'un an à faire. Il faut également qu'il dispose d'une remise de peine.
Il s'agit en quelque sorte de la prison chez soi avec des heures de sortie autorisées par le juge de l'application des peines. Le suivi de la mesure de PSE est confié au service pénitentiaire d'insertion et de probation (SPIP).

### Placement sous surveillance électronique mobile
Ce type de placement est créé en 2004 pour prévenir la récidive. Il s'agit d'un GPS qui est placé directement sur le condamné, ce qui permet de le suivre à longueur de journée. On peut se poser la question de la liberté individuelle. Le 9 décembre 2005, le Conseil constitutionnel a indiqué que ce placement était une mesure de sûreté et non pas une peine, de ce fait devant être proportionnel à la gravité et à la dangerosité de la personne. Étant une mesure de sûreté, il peut y avoir une rétroactivité.

### Rétention de sûreté
La mesure est créée par une loi de 2007. Après la fin d'une peine, il y a une commission qui se réunit pour définir la dangerosité du condamné. Elle permet au judiciaire de garder en prison des personnes qui ont déjà fini de purger leur peine.
Pour le Conseil constitutionnel, elle est une mesure de sûreté mais trop coercitive. Par conséquent, il ne peut y avoir de rétroactivité.

### Castration chimique
Elle est une solution qui est aujourd'hui avancée pour prévenir la récidive des violeurs, ainsi que celle des pédophiles.
Elle suscite une polémique dans le monde politique et médiatique quant à la liberté individuelle et à sa mise en place.

## Application et extinction de la peine
Parmi les événements pouvant intervenir postérieurement au prononcé de la peine et modifiant son exécution, les trois principaux sont : la prescription, la grâce et l'amnistie. La peine peut être assortie d'une période de sûreté.
L'Institut pour la justice, à partir des chiffres des condamnations et des incarcérations de 2016 à 2020 issus du ministère de la Justice, calcule que seulement 59 % des condamnés à une peine de prison ferme mettraient réellement les pieds en prison. Un pourcentage que la chancellerie juge « cohérent » et qui correspond à la part d’aménagement de peine regroupant semi-liberté, placements extérieurs ou usage du bracelet électronique, apparu depuis 1997.

### Période de sûreté
La période de sûreté est, en droit pénal français, une durée associée à une peine de réclusion ou d'emprisonnement durant laquelle le condamné ne peut bénéficier d’aucun aménagement de peine (tel qu'un placement en semi-liberté ou une libération conditionnelle)
Il faut distinguer période de sûreté et rétention de sûreté, laquelle est une procédure visant à permettre le placement dans un centre socio-médico-judiciaire de sûreté, de prisonniers ayant exécuté leur peine mais présentant un risque très élevé de récidive parce qu’ils souffrent d’un trouble grave de la personnalité.

### Prescription
La prescription des peines est le délai après lequel une peine ne peut plus être exécutée.
La prescription n’emporte en aucun cas effacement de la condamnation ; comme pour la prescription des obligations en droit civil, c’est seulement l’exécution qui est paralysée.
Le délai de prescription des peines court à compter de la date à laquelle la condamnation devient définitive.
Sa durée dépend de la gravité de l’infraction :
Les peines prononcées pour un crime se prescrivent par 20 ans (article 133-2 du Code pénal - sauf exceptions citées plus loin).
Les peines prononcées pour un délit se prescrivent par 6 ans (article 133-3 du Code pénal).
Les peines prononcées pour une contravention se prescrivent par 3 ans (article 133-4 du Code pénal contre 2 ans avant le 1er janvier 2003).
Les délais de prescription de l'action publique se différencient des délais applicables aux peines. Les crimes ne peuvent plus être poursuivis par le ministère public après 20 ans (loi du 16 février 2017). Les délits ne peuvent être poursuivis après 6 ans (loi du 16 février 2017) et les contraventions après 1 an. Pour certaines infractions particulièrement graves, le législateur a prévu un régime dérogatoire. Ainsi les crimes contre l’humanité sont imprescriptibles, le terrorisme et le trafic de stupéfiants se prescrivent par 30 ans pour les crimes et 20 ans pour les délits. De même, le délai de prescription de l'action publique de certains crimes et les délits commis sur un mineur ne commence à courir qu'à compter de leur majorité (articles 7,8 et 9 du Code de procédure pénale).
La prescription de la peine est interrompue par tout acte d’exécution forcée (arrestation, saisie…) ou suspendue par l'existence d'un obstacle de fait (force majeure) ou de droit (exécution d'une autre peine).
La prescription de la peine n’emporte aucune conséquence quant à l’exigibilité des dommages-intérêts, qui obéissent aux règles du Code civil.

### Grâce
La grâce est la dispense d’exécution de la peine. Traditionnellement, il s’agit d’une prérogative du pouvoir exécutif, et en France, elle s’exerce par décret du président de la République (article 17 de la constitution de 1958).
La grâce peut être individuelle ou collective, partielle ou totale. Elle intervient en général lorsque les circonstances laissent penser qu’un condamné est victime d’une erreur judiciaire sans que les voies de droit ne permettent la révision du procès, ou à l’occasion d’événements politiques particuliers.
Certaines mesures judiciaires peuvent être assimilées à des mesures de grâce : relèvement, par la juridiction de jugement, d’une peine accessoire, par exemple. Mais les réductions de peine pour bonne conduite ou la libération conditionnelle ne peuvent pas être considérées comme des grâces, dans la mesure où elles ne sont que le prolongement de la peine pendant un temps défini au cours duquel la liberté du condamné n'est, de loin, pas totale. Une récidive pendant le temps de la réduction de peine peut entraîner la révocation de la réduction, et le libéré conditionnel a des comptes à rendre sur sa conduite (obligations, interdictions) au juge de l'application des peines par le biais du service pénitentiaire d'insertion et de probation, et sa mauvaise conduite ou sa récidive entraîne aussi la révocation de la libération conditionnelle et un retour en détention.
L'effet des grâces se limite strictement à l'exécution de la peine. En aucun cas la condamnation ni l'infraction ne disparaissent. Telle est la différence entre les grâces de l'amnistie.

### Amnistie
L'amnistie est une mesure législative qui impose l'oubli en faisant disparaître légalement l'infraction.
Le législateur peut décider d'amnistier une personne ou une catégorie de personnes (amnistie personnelle), un ensemble de faits en circonscrivant une période et un lieu (en rapport avec la guerre d'Algérie notamment) ou une catégorie d'infraction (notamment les infractions routières sauf celles ayant entraîné des blessures ou la mort d'une personne) : il s'agira d'amnisties réelles.
Le Parlement peut également choisir, parmi les critères permettant de bénéficier de l'amnistie, la durée de la peine ou sa nature. Ipso facto, l'amnistie se trouve subordonnée à la décision des juges : on peut parler d'amnistie judiciaire, même si l'origine de la mesure reste législative.
Les effets de l'amnistie sont radicaux : effacement des condamnations, rétablissement d'un sursis antérieur qui aurait été révoqué, etc. L'amnistie n'emporte pas restitution des amendes versées ni réparation pour la peine déjà exécutée. La peine amnistiée est effacée du casier judiciaire.
L'amnistie fait disparaître le caractère délictueux des faits concernés, en sanctionnant souvent d'une amende le rappel des sanctions amnistiées, mais ne fait pas disparaître les faits eux-mêmes, qui peuvent fonder notamment une action civile. Cette limitation des effets de l'amnistie est légitime dans un souci de respect des droits des tiers.

## Communication pénale
La communication pénale est un système de messages visant à persuader les citoyens de respecter la loi et les règles fondamentales de justice dans les rapports humains. La communication est qualifiée de « pénale » en ceci qu'elle ne se limite pas à la parole : elle s'exprime aussi par l'application des sanctions pénales.